# ナビ (シンガーソングライター)
ナビ（1996年9月14日 - ）は、日本のシンガーソングライター。

## 来歴
2015年に大学進学のため沖縄から上京したものの、都会で生活することに慣れている人間たちとの関わり方が分からず1年で倒れ、2017年の春まで大学を休んで沖縄の実家に篭っていた。その後、好きな歌うことで元気が出ることを感じ、「好きな歌を作っている憧れの人たちが都会で頑張っている」ことに気付き再び上京。大学にも復学した。以降、都内を中心に弾き語りライブ活動をおこなっている。
楽曲製作だけでなく映像製作も行っており、自身初となるミュージックビデオ『雪眼』でも監督を務めた。

## 人物
ミスiD2018 ファイナリストとして、審査でも自らの曲を披露。ミスiD実行委員長の小林司からは、「和製ノラ・ジョーンズ」と評された。また、シンガーソングライターの大森請子からも、「声が絶品」と高評価を受けた。プロ・インタビュアーの吉田豪も「とにかく弾き語りする曲も声も素晴らしい」と評価している。
ミスiD2018の審査コメントで、大森靖子から、ナビの声に合うギターとしてMartin製D-28を勧められ、後に購入している。 2018年7月7日に沖縄・桜坂劇場で開催された「前野健太×大森靖子ツーマンライブ」に飛び入りで参加し、大森靖子と『ハンドメイドホーム』を演奏している。
好きな映画は『ONCE ダブリンの街角で』。好きな本は『会うまでの時間』（俵万智）。また、猫好きで、実家でバロンという猫を飼っている。

## ディスコグラフィ

### ミュージックビデオ
| 監督 | 曲名     |
| ナビ | 「雪眼」 |

## 出演

### ライブ・イベント
2017年
- むとー企画「ひなげし便り」（4月8日@北参道STROBE CAFE） 出演
- 「モナアコNight」（6月8日@下北沢mona records） 出演
- 「mona records SUPER THURSDAY!!!」（7月20日@下北沢mona records） 出演
- ミスiD2018 （7月21日　セミファイナリストに選出）
- モナレコ女子presents「ROOMMATE」（8月16日@下北沢mona records） 出演
- 「ことしのミスiD2018はどこへ行くのか？を語る夜」（8月17日@Loft9 Shibuya） 出演
- ミスiD2018 （9月15日　ファイナリストに選出）
- モナレコ女子presents「ROOMMATE」（10月13日@下北沢mona records） 出演
- ミスiDフェス2018（11月3日@東京有明・TFTホール500） 出演
- mona records Sunday Lunch Live（11月5日@下北沢mona records） 出演
- ミスiD2018おひろめカフェ（11月25日@野菜倶楽部 oto no ha Cafe） 出演
- 公園でお菓子を食べて遊んで童心を思い出す会（12月6日@代々木公園）出演
- モナレコ女子presents「ROOMMATE」（12月13日@下北沢mona records）出演

2018年
- ミスiD musicサイド vol.1（2月16日@幡ヶ谷36°5）出演
- ごましゃりねぇやん地球を救う〜吉田19になるやでスペシャル〜（2月17日@高円寺NEOTOKYO）出演
- おいでよ！五味未知子の家！（3月4日@Whistle CAFE）ゲスト出演
- 東方観聴禄 Unplugged その拾陸（ジュウロク）（4月1日@堀江Goldee）出演
- ビバラポップ！ビバラオーディSHOW！（4月21日、一般予選を1位通過　4月30日、決勝進出）
- おいでよ！五味未知子の家！ 第2回（5月3日@Whistle CAFE）ゲスト出演
- ビバラポップ！ミスiDビバラカフェ（5月6日@さいたまスーパーアリーナけやき広場）出演
- 星屑を宙へ還す会（5月27日@Cafe ムルシエラゴ）出演
- 主催イベント「忘憂美禄」（6月1日@BAR TRIO）出演
- 東方観聴禄 Unplugged その拾漆（ジュウシチ）（6月9日@GATEWAY STUDIO渋谷道玄坂店）出演
- .switch presents「Your Beautiful World」（6月13日@恵比寿天窓）出演
- 前野健太×大森靖子ツーマンライブ（7月7日@桜坂劇場）ゲスト参加。大森靖子と『ハンドメイドホーム』を演奏
- 主催イベント「ナビの友の会 #1 BBQをしよう」開催（7月29日）
- 詩乃主催イベント「16さいのそうまとう」（8月27日@ROCK CAFE LOFT）ゲスト参加
- 主催イベント「ナビの【スーパーガールとフライデーナイト】vol.1」（10月19日@ROCK CAFE LOFT is your room）
- 「C.A.M.P.」（11月29日@新代田クロッシング）出演
- 主催イベント「ナビの【スーパーガールとフライデーナイト】vol.2」（12月23日@ROCK CAFE LOFT is your room）

2019年
- ミスiDカフェ ランチの部（1月20日@野菜倶楽部 oto no ha Café）出演
- 主催イベント「ナビの【スーパーガールとフライデーナイト】vol.3[7]」（2月8日＠ROCK CAFE LOFT is your room）
- 主催イベント「ナビの音楽会　Vol.4」（4月24日＠ROCK CAFE LOFT is your room）　※水曜日開催となったため、ナビの【スーパーガールとフライデーナイト】から改題。
- 主催イベント「ナビの音楽会　Vol.5」（6月26日＠ROCK CAFE LOFT is your room）